# Calathea anulque
Calathea anulque är en strimbladsväxtart som beskrevs av H.A.Kenn. Calathea anulque ingår i släktet Calathea och familjen strimbladsväxter. Inga underarter finns listade.